# Gökhan Ünal
Gökhan Ünal (Ankara, 23 juli 1982) is een Turkse voetballer en trainer. Ünal debuteerde op 1 maart 2006 in het Turks voetbalelftal, tegen Tsjechië.

## Carrière
Ünal begon met voetballen in de jeugd van Petrol Ofisi, waarna hij in 1999 werd opgenomen in de jeugd van Gençlerbirliği. Hier debuteerde hij in 2000 in het eerste team. Ünal scoorde op 12 mei 2000 op achttienjarige leeftijd zijn eerste doelpunt in de Süper Lig, tegen Erzurumspor. Omdat hij in zijn beginjaren niet veel speelkansen kreeg, verhuurde Gençlerbirliği hem voor de winterstop van het seizoen 2001-2002 aan Gençlerbirliği OFTAŞ, na de winterstop van het seizoen 2001-2002 aan Ankaraspor en in het seizoen 2002-2003 aan Yimpaş Yozgatspor.
Ünal vertrok in 2003 naar Kayserispor. Hij scoorde zijn eerste doelpunt voor deze club op 21 november 2004, tegen Denizlispor. In het seizoen 2004-2005 scoorde hij twee keer tegen Galatasaray SK, toen hij als invaller werd ingezet. Het seizoen erop werd Ünal topscorer van de Süper Lig met 25 goals en werd hij met Kayserispor vijfde. Hierdoor mocht Kayserispor meedoen aan de Intertoto Cup. Zo behaalde het als eerste Turkse voetbalclub de UEFA Cup via de Intertoto Cup. In het jaar 2008 behaalde Ünal met Kayserispor het grootste succes in de clubhistorie door de Turkse beker te winnen.
Ünal tekende op 3 juni 2008 bij Trabzonspor, dat vijf miljoen euro voor hem betaalde aan Kayserispor. Op 15 januari 2010 tekende hij een contract voor 3,5 jaar bij Fenerbahçe. Naar verluidt betaalde Fenerbahce 3.5 miljoen euro voor hem én liet hem Burak Yılmaz naar Trabzonspor gaan. In januari 2011 werd hij door Fenerbahçe verhuurd aan stadgenoot Istanbul Büyükşehir Belediyespor. Daarna werd hij nog eens verhuurd aan Kayserispor. Na avonturen bij Kardemir Karabükspor, Ankaraspor, Balıkesirspor, Karşıyaka, Menemen Belediyespor en BB Vanspor, kwam hij .

## Statistieken
| Seizoen | Club                               | Land    | Competitie | Wed. | Goals |
| ------- | ---------------------------------- | ------- | ---------- | ---- | ----- |
| 1999/00 | Gençlerbirliği                     | Turkije | Süper Lig  | 0    | 0     |
| 2000/01 | Gençlerbirliği                     | Turkije | Süper Lig  | 15   | 3     |
| 2001    | → Gençlerbirliği OFTAŞ             | Turkije | 3. Lig     | 14   | 9     |
| 2002    | → Ankaraspor                       | Turkije | 1. Lig     | 14   | 1     |
| 2002/03 | → Yimpaş Yozgatspor                | Turkije | 1. Lig     | 17   | 3     |
| 2003/04 | Kayserispor                        | Turkije | 1. Lig     | 23   | 11    |
| 2004/05 | Kayserispor                        | Turkije | Süper Lig  | 30   | 8     |
| 2005/06 | Kayserispor                        | Turkije | Süper Lig  | 32   | 25    |
| 2006/07 | Kayserispor                        | Turkije | Süper Lig  | 13   | 16    |
| 2007/08 | Kayserispor                        | Turkije | Süper Lig  | 10   | 11    |
| 2008/09 | Trabzonspor                        | Turkije | Süper Lig  | 32   | 14    |
| 2009/10 | Trabzonspor                        | Turkije | Süper Lig  | 2    | 2     |
| 2009/10 | Fenerbahçe                         | Turkije | Süper Lig  | 16   | 2     |
| 2010    | Fenerbahçe                         | Turkije | Süper Lig  | 3    | 0     |
| 2011    | → Istanbul Büyükşehir Belediyespor | Turkije | Süper Lig  | 0    | 0     |
| 2011/12 | → Kayserispor                      | Turkije | Süper Lig  | 23   | 7     |
| 2012/13 | Karabükspor                        | Turkije | Süper Lig  | 12   | 2     |
| 2013/14 | Karabükspor                        | Turkije | Süper Lig  | 7    | 2     |
| 2014/15 | Balıkesirspor                      | Turkije | Süper Lig  | 23   | 5     |

## Erelijst
- Intertoto Cup 2006/2007
- Turkse Beker 2007/2008
- Topscorer Süper Lig 2005/2006 met 25 doelpunten

## Doelpunten in het Turks voetbalelftal
| Interlanddoelpunten | Interlanddoelpunten | Interlanddoelpunten | Interlanddoelpunten   | Interlanddoelpunten | Interlanddoelpunten | Interlanddoelpunten | Interlanddoelpunten |
| №                   | Datum               | Locatie             | Wedstrijd             | Goal(s)             | Score               | Uitslag             | Competitie          |
| ------------------- | ------------------- | ------------------- | --------------------- | ------------------- | ------------------- | ------------------- | ------------------- |
| 1                   | 26 mei 2006         | Hamburg             | Estland – Turkije     | 78'                 | 0 – 1               | 1 – 1               | Oefenduel           |
| 2                   | 24 maart 2007       | Piraeus             | Griekenland – Turkije | 35'                 | 2 – 1               | 4 – 1               | EK-kwalificatie     |
| 3                   | 12 september 2007   | Istanboel           | Turkije – Hongarije   | 76'                 | 1 – 0               | 3 – 0               | EK-kwalificatie     |
| 4                   | 11 februari 2009    | Izmir               | Turkije – Ivoorkust   | 72'                 | 1 – 0               | 1 – 1               | Oefenduel           |